# 랜던 콘래드
랜던 콘래드(Landon Conrad, 1978년 10월 30일 ~ )는 미국의 포르노 배우이다.

## 수상 및 후보
- 2010년 그래비 어워즈 - 신인상 후보
- 2010년 그래비 어워즈 - 올해의 배우상 후보
- 2011년 그래비 어워즈 - 신인상 후보
- 2011년 그래비 어워즈 - 올해의 배우상 후보
- 2012년 XBIZ 어워즈 - 올해의 배우상 후보
- 2013년 XBIZ 어워즈 - 올해의 배우상 후보
- 2014년 그래비 어워즈 - 최고의 듀오상 후보
- 2014년 그래비 어워즈 - 최고의 멀티 배우상 후보
- 2014년 XBIZ 어워즈 - 올해의 배우상 후보
- 2015년 XBIZ 어워즈 - 올해의 배우상 수상
- 2016년 XBIZ 어워즈 - 올해의 배우상 후보